# Qumbu
Qumbu [ˈkǃumbu] ist eine Stadt in der südafrikanischen Provinz Ostkap (Eastern Cape). Sie ist Sitz der Gemeinde Mhlontlo im Distrikt OR Tambo.

## Geographie
Im Jahr 2011 hatte Qumbu 4928 Einwohner (Volkszählung 2011). 90 % der Einwohner sprechen als erste Sprache isiXhosa. Die Stadt liegt rund 60 Kilometer nördlich von Mthatha.

## Geschichte
Qumbu wurde 1876 gegründet. Der Ortsname stammt vom isiXhosa-Begriff amazimba aqumbu, deutsch etwa: „Das Korn hat gekeimt“ oder „Das Korn ist angeschwollen“, was auf einen Stammeskrieg zur Zeit der Gründung hinweist. Bis 1994 gehörte Qumbu zum Homeland Transkei.

## Infrastruktur
Qumbu liegt an der National Route 2, die unter anderem Mthatha mit dem nördlich gelegenen Mount Frere verbindet. Die R396 führt von Tsolo über Qumbu nach Nqanqarhu. 